# Chiesa di San Giorgio Martire (Comeglians)
La chiesa di San Giorgio Martire, detta anche pieve di San Giorgio, è la parrocchiale di Comeglians, in provincia ed arcidiocesi di Udine; fa parte della forania della Montagna.

## Storia
Sembra che la primitiva chiesa di Comeglians sia sorta sui resti di un'antica fortificazione romana posta sulla strada che menava verso il Cadore e il Comelico.
Tuttavia, la prima citazione che attesta la presenza della chiesa è da ricercarsi in un documento datato appena 12 maggio 1305; già dipendente dall'abbazia di Moggio Udinese, fu eretta a parrocchiale intorno alla metà di quel secolo.
L'attuale parrocchiale venne costruita nel 1740, inglobando però nel nuovo edificio alcuni elementi del precedente, e consacrata nel 1745.
Il terremoto del Friuli del 1976 arrecò alla struttura alcuni danni, che vennero sanati tra il 1981 e il 1984 con un intervento di restauro condotto su progetto dell'ingegnere Giulio De Antoni.

## Descrizione

### Facciata
La facciata della chiesa è a capanna e presenta, ai lati del portale, due finestrelle quadrate, mentre al di sopra di esso si aprono una nicchia in cui sono ospitate due statue ritraenti San Giorgio e Santa Margherita, una finestra rettangolare incassata e un oculo.

### Interno

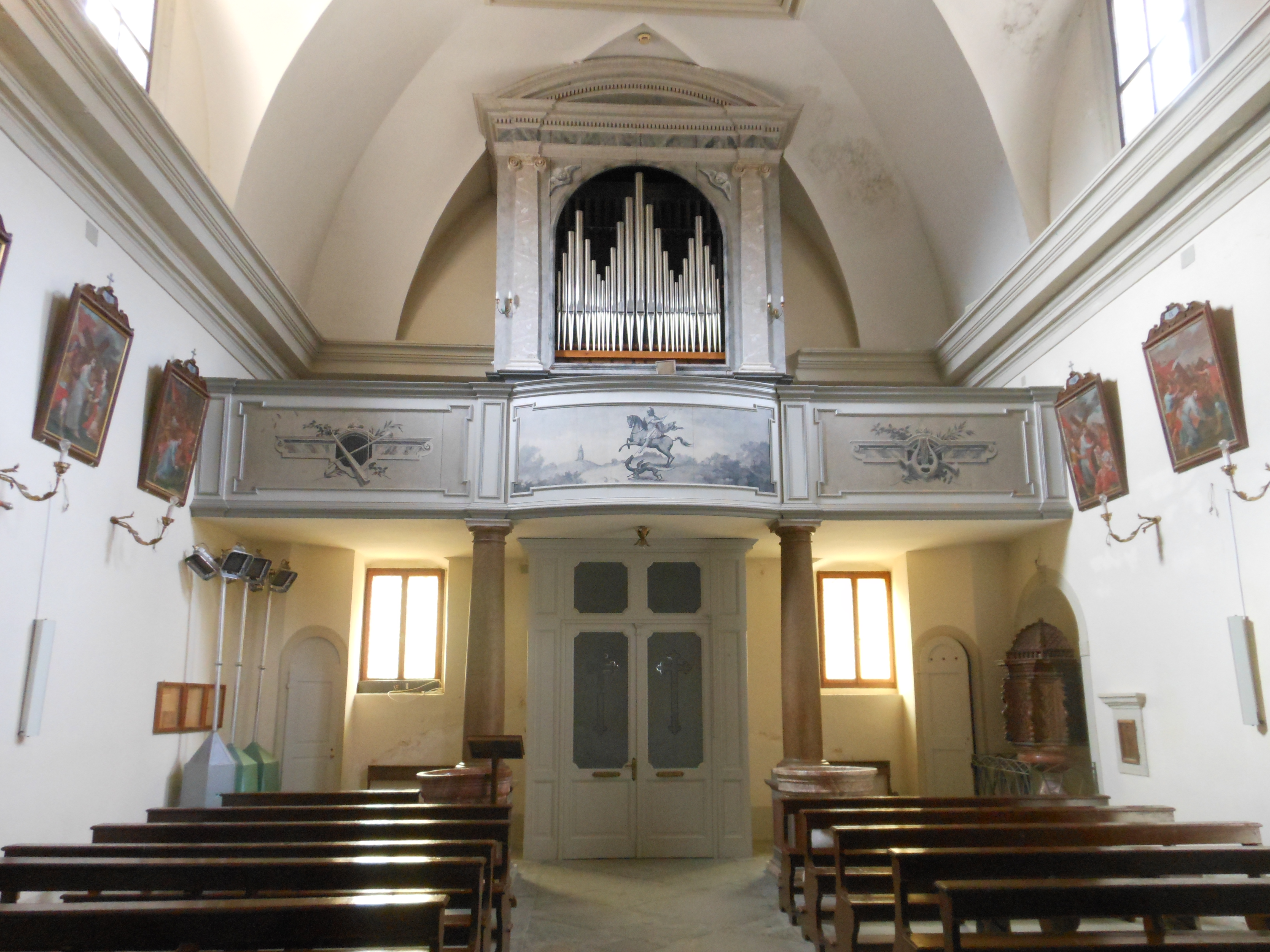
La controfacciata con l'organo

L'interno della chiesa, coperto da volte a vela, è ad un'unica navata, sulla quale si aprono, sul lato settentrionale, due nicchie contenenti altrettanti altari, mentre su quello meridionale una cappella e un arco murato. Al termine dell'aula vi è il presbiterio, anch'esso voltato a vela e rialzato di due gradini.
Opere di pregio qui conservate sono un'urna sepolcrale romana databile attorno al I secolo caratterizzata dalle raffigurazioni di Lucio Virzio Albino e di sua moglie Ammonia e un tempo situata all'esterno della chiesa, alcuni dipinti risalenti al XVIII secolo e degli arazzi anch'essi realizzati nel Settecento.